# Marcin Fender
Marcin Fender (ur. w 1964, zm. 22 lutego 2020) – polski trener saneczkarstwa, trener kadry narodowej w saneczkarstwie na torach naturalnych.

## Życiorys
Pochodził ze Szczyrku. W latach 1998–2003 był trenerem kadry narodowej w saneczkarstwie na torach naturalnych. W tym czasie spośród jego podopiecznych największe sukcesy odnieśli Damian Waniczek i Andrzej Laszczak, którzy w sezonie 2001/2002 zdobyli Puchar Świata, a w sezonie 2002/2003 zajęli w nim drugiej miejsce, zaś w 2000 wywalczyli brązowy medal na Mistrzostwach Świata. W kwietniu 2003 został odwołany z funkcji trenera kadry przez Zarząd Polskiego Związku Sportów Saneczkowych, a jego następcą został Paweł Jędrzejko. 
Miał dwoje dzieci. Jego córka Julia Fender jest zawodniczką skoków narciarskich.